# (168698) Robpickman
(168698) Robpickman est un astéroïde de la ceinture principale.

## Description
(168698) Robpickman est un astéroïde de la ceinture principale. Il fut découvert le 5 avril 2000 à la station Anderson Mesa par Larry H. Wasserman. Il présente une orbite caractérisée par un demi-grand axe de 2,75 UA, une excentricité de 0,09 et une inclinaison de 3,6° par rapport à l'écliptique.

## Compléments